# 황종척
황종척(黃鍾尺)은 길이를 재는 옛 단위이다.
황종관을 재는 자(尺)가 시대마다 달라서 그 길이가 일정치 아니하므로 시대마다 자를 만들어 황종관의 길이를 정하고 이것을 도량형의 본으로 삼는데 그 본이 되는 자를 황종척이라 한다. 황종척을 정하는 법은 일정한 개수의 검은 기장의 알맹이를 쌓아 재는 척도법(尺度法)과 땅에 율관을 뭍고 천지자연현상으로 황종관을 재는 후기법(候氣法)이 있으나 앞의 것이 많이 쓰인다. 황종관(黃鍾管)은 12율의 기본이 되며, 그 길이를 9치 9푼으로 하여 기준으로 삼는다.

## 같이 보기
- 길이의 단위